# 寨岗山烽火台
26°50′30.89″N 120°01′23.53″E / 26.8419139°N 120.0232028°E
寨岗山烽火台，又称作长沙烽火台，位于中国福建省霞浦县松山街道长沙村，为霞浦县级文物保护单位，类型为古建筑，公布时间为2003年11月。
此烽火台于明朝时期始建在长沙村寨岗山顶，用于预警与抵御倭寇。